# Etica (Spinoza)

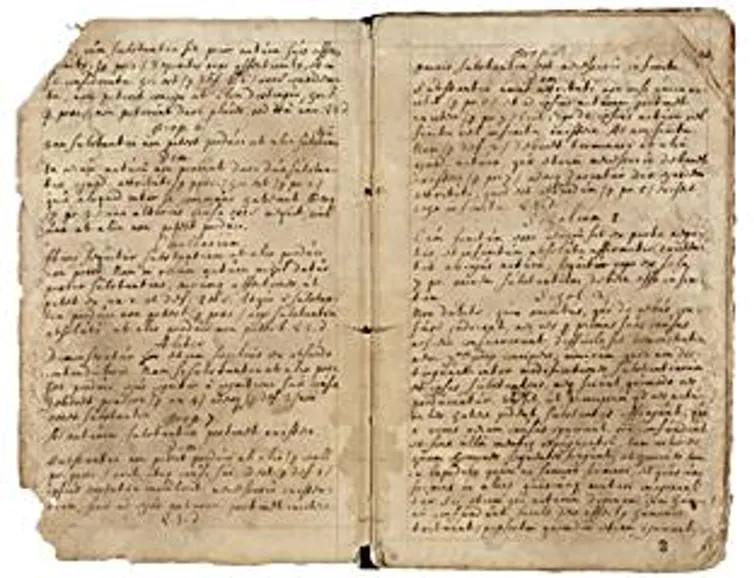
Un manuscris al Ethica lui Baruch de Spinoza din Biblioteca Vaticană, Vat. lat. 12838. Partea 1, teoremele 5 (finalul), 6-8. Prop. = Teorema, Dem. = Demonstrație.

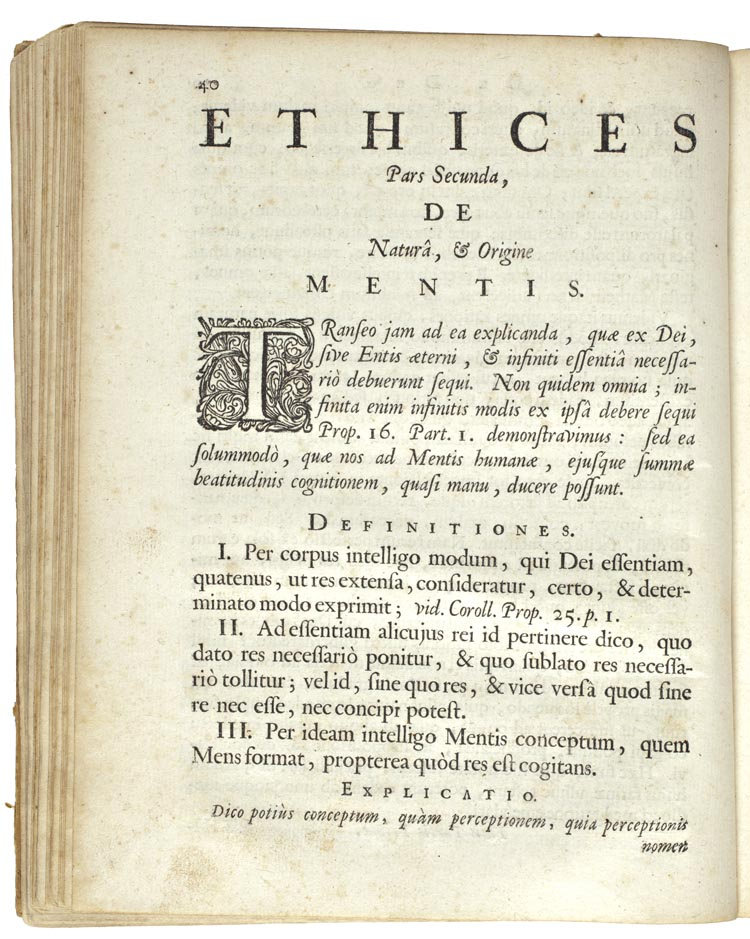
Benedictus de Spinoza: Ethica, Partea a II-a. Ethices Pars secunda, De Naturâ & Origine mentis, 1677. "Despre natura și originea minții".

Etica, demonstrată în ordine geometrică (în latină Ethica, ordine geometrico demonstrata), cunoscută de obicei sub numele de Etica, este un tratat filozofic scris în latină de Baruch Spinoza (Benedictus de Spinoza). A fost scrisă între 1661 și 1675 și a fost publicată pentru prima dată postum în 1677.
Cartea este probabil cea mai ambițioasă încercare de a aplica metoda lui Euclid în filosofie. Spinoza propune un număr mic de definiții și axiome, din care încearcă să deducă sute de propoziții și corolare, precum: „Când Mintea își imaginează propria lipsă de putere, este întristată de aceasta”, „Un om liber nu se gândește la nimic mai puțin decât la moarte”, și „Mintea umană nu poate fi complet distrusă odată cu trupul, ci ceva din ea rămâne etern”.

## Rezumat

### Partea I: Despre Dumnezeu
Prima parte a cărții abordează relația dintre Dumnezeu și univers. Spinoza abordează o tradiție care susține că Dumnezeu există în afara universului, că l-a creat cu un scop precis și că ar fi putut crea un univers diferit după voia Sa. Spinoza neagă fiecare dintre aceste puncte. Conform lui, Dumnezeu este însuși lumea naturală. Spinoza concluzionează că Dumnezeu este substanța care cuprinde universul; că există în sine, nu în afara universului; și că universul există așa cum este din necesitate, nu din cauza unui motiv sau voințe teologice divine.
Spinoza își dezvoltă argumentul prin propoziții. El susține perspectiva conform căreia concluzia prezentată este doar rezultatul logic necesar al combinării definițiilor și axiomelor furnizate. Punctul de pornire este propoziția conform căreia „în univers nu pot exista două sau mai multe substanțe având aceeași natură sau atribut.” Apoi argumentează că obiectele și evenimentele nu trebuie doar să aibă o cauză pentru a se produce, dar și că trebuie să fie imposibil să nu se producă dacă există premisele necesare. Printr-o contradicție logică, dacă ceva este necontradictoriu, atunci nu există niciun motiv pentru care nu ar trebui să existe. Spinoza își construiește argumentația pornind de la aceste idei inițiale. Dacă substanța există, ea trebuie să fie infinită, deoarece, altfel, o altă substanță finită ar trebui să existe pentru a ocupa părțile rămase ale atributelor sale finite, lucru imposibil conform unei propoziții anterioare. Apoi, Spinoza folosește Argumentul ontologic drept justificare pentru existența lui Dumnezeu și susține că Dumnezeu trebuie să posede toate atributele în mod infinit. Deoarece două lucruri nu pot împărtăși atribute, „în afară de Dumnezeu, nicio substanță nu poate fi acordată sau concepută.”
Așa cum se întâmplă cu multe dintre afirmațiile lui Spinoza, semnificația exactă a spuselor sale este încă dezbătută. El susține că lucrurile care alcătuiesc universul, inclusiv ființele umane, sunt „moduri” ale lui Dumnezeu. Asta înseamnă că totul depinde, într-un fel sau altul, de Dumnezeu. Natura acestei dependențe este însă controversată. Unii cercetători spun că modurile sunt proprietăți ale lui Dumnezeu în sensul tradițional. Alții susțin că modurile sunt efecte ale lui Dumnezeu. Indiferent de interpretare, modurile sunt de asemenea logic dependente de esența lui Dumnezeu, în sensul că tot ce se întâmplă decurge din natura lui Dumnezeu, la fel cum din natura unui triunghi decurge faptul că suma unghiurilor sale este egală cu două unghiuri drepte sau 180 de grade. Deoarece Dumnezeu trebuia să existe cu natura pe care o are, nimic din ce s-a întâmplat nu putea fi evitat; iar dacă Dumnezeu a fixat o soartă anume pentru un anumit mod, nu există nicio scăpare. După cum spune Spinoza, „Un lucru determinat de Dumnezeu să producă un efect nu se poate autodetermina.”

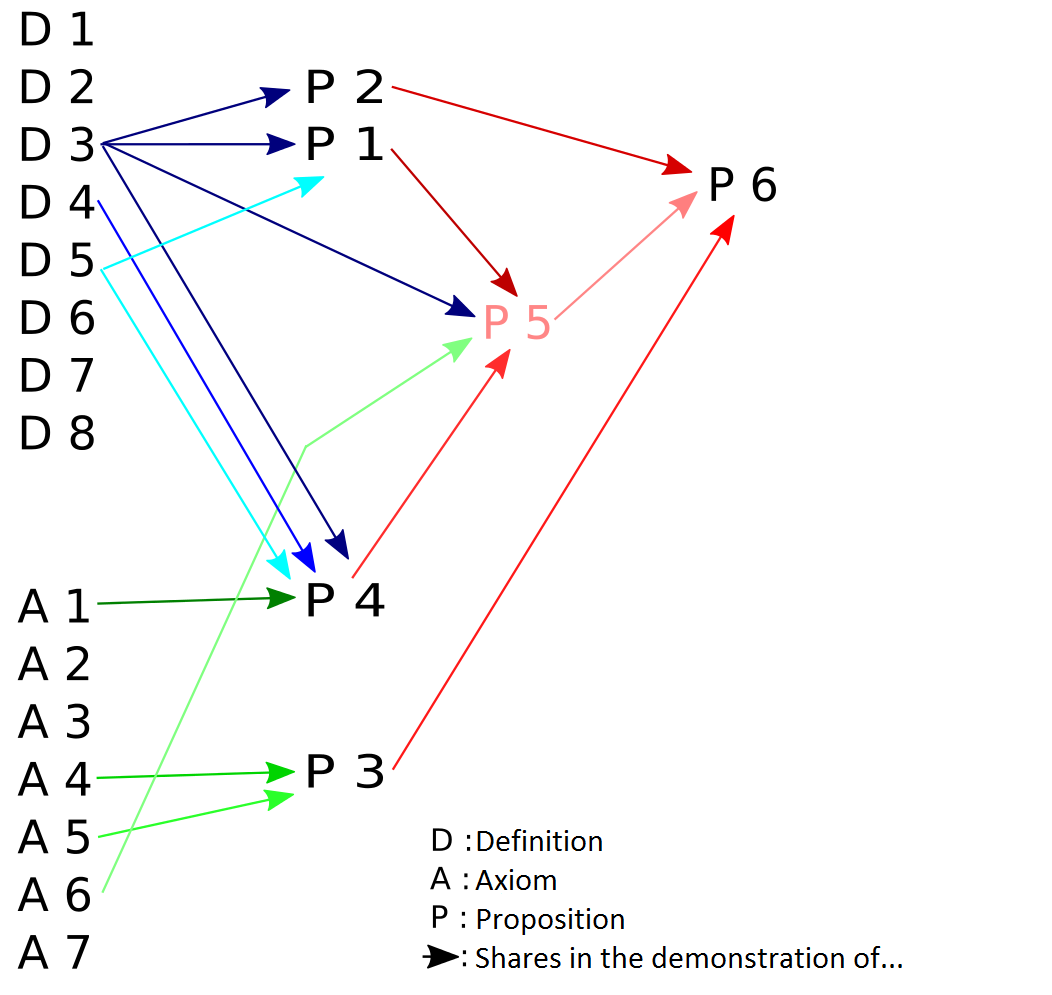
Structura logică a primelor șase propoziții din Etica lui Spinoza

### Partea a II-a: Despre natura și originea minții
Partea a doua din Etica se concentrează pe mintea și corpul uman. Spinoza atacă mai multe poziții ale lui Descartes: (1) că mintea și corpul sunt substanțe distincte care se pot afecta reciproc; (2) că ne cunoaștem mintea mai bine decât ne cunoaștem corpul; (3) că ne putem baza pe simțurile noastre; (4) că, deși suntem creați de Dumnezeu, putem greși atunci când afirmăm, din propria voință, o idee care nu este clară și distinctă. Spinoza neagă fiecare dintre aceste puncte. În ceea ce privește (1), el susține că mintea și corpul sunt un singur lucru, gândit în două moduri diferite. Întreaga natură poate fi descrisă pe deplin în termeni de gânduri sau de corpuri. Cu toate acestea, nu putem amesteca aceste două moduri de a descrie lucrurile, așa cum face Descartes, și să spunem că mintea afectează corpul sau invers. Mai mult, cunoașterea de sine a minții nu este fundamentală: ea nu își poate cunoaște propriile gânduri mai bine decât cunoaște modurile în care corpul său este acționat de alte corpuri.
În plus, nu există nicio diferență între contemplarea unei idei și credința că aceasta este adevărată, iar liberul arbitru este complet absent. Percepția senzorială, pe care Spinoza o numește „cunoaștere de primul fel”, este complet inexactă, deoarece reflectă mai degrabă modul de funcționare al propriului nostru corp decât modul real în care stau lucrurile. Putem avea, de asemenea, un tip de cunoaștere precisă numită „cunoaștere de al doilea fel” sau „rațiune”. Aceasta cuprinde cunoașterea caracteristicilor comune tuturor lucrurilor și include principii de fizică și geometrie. În cele din urmă, putem avea și „cunoaștere de al treilea fel” sau „cunoaștere intuitivă”. Aceasta este un tip de cunoaștere care, într-un fel, relaționează lucruri particulare cu natura lui Dumnezeu.

### Partea a III-a: Despre originea și natura emoțiilor
În cea de-a treia parte a Eticii, Spinoza susține că toate lucrurile, inclusiv ființele umane, se străduiesc să-și păstreze perfecțiunea puterii lor prin faptul că nu sunt afectate. Spinoza afirmă că virtutea este echivalentă cu puterea (adică autocontrolul).
Spinoza explică modul în care această dorință („conatus”) stă la baza mișcării și complexității emoțiilor și pasiunilor noastre (adică bucuria și tristețea, care sunt elementele de bază pentru toate celelalte emoții). Mintea noastră este activă în anumite cazuri și pasivă în altele. Atunci când are idei adecvate, este neapărat activă, iar când are idei inadecvate, este neapărat pasivă.
„(+) se referă la plăcere [...] (-) se referă la durere [...] (f) și (i) se referă la simțire și imaginare, respectiv [...]  Propoziția 19 ar putea fi tradusă astfel:  Cine își imaginează că obiectul iubit (+) este distrus (-) simte durere (-). Dacă obiectul iubit (+) este păstrat (+), va simți plăcere (+). Simbolic, acest lucru se reduce la două ecuații:  1) [(+) (i)] (-) = [(f) (-)];  2) [(+) (i)] (+) = [(f) (+)].”—Ian S. Miller

#### Definiții ale Afectelor
| Termenul afect     | Definirea afectului                                           | Definiție / obiect |
| ------------------ | ------------------------------------------------------------- | --- |
| Bucurie            | pasaj din                                                     | de la o perfecțiune mai mică la una mai mare. |
| Tristețe           | pasaj din                                                     | de la o perfecțiune mai mare la una mai mică. |
| Uimire             | o imaginație a unui lucru în care                             | mintea rămâne fixă pentru că această imaginație singulară nu are nicio legătură cu celelalte.                                                                   |
| Dispreț            | o imaginație a unui lucru în care                             | atinge mintea atât de puțin încât prezența lucrului face ca mintea să-și imagineze mai mult ceea ce nu este decât ceea ce este.                                 |
| Dragoste           | o bucurie însoțită de                                         | ideea unei cauze externe. |
| Ură                | o tristețe însoțită de                                        | ideea unei cauze externe. |
| Înclinare          | o bucurie însoțită de                                         | ideea unui lucru care este cauza accidentală a bucuriei |
| Aversiune          | o tristețe însoțită de                                        | ideea de ceva care este cauza accidentală a tristeții. |
| Devotament         | o dragoste față de                                            | unul de care ne minunăm. |
| Batjocură          | o bucurie născută din faptul că                               | ne imaginăm ceva ce disprețuim într-un lucru pe care îl urâm.                                                                                                   |
| Speranță           | o bucurie inconstantă născută din                             | ideea unui lucru viitor sau trecut de al cărui rezultat ne îndoim într-o oarecare măsură.                                                                       |
| Frică              | o tristețe inconstantă născută din                            | ideea unui lucru viitor sau trecut de al cărui rezultat ne îndoim într-o oarecare măsură.                                                                       |
| Încredere          | o bucurie născută din ideea de                                | un lucru viitor sau trecut, cu privire la care motivul îndoielii a fost înlăturat.                                                                              |
| Depresie           | o tristețe născută din ideea de                               | un lucru viitor sau trecut cu privire la care a fost eliminată cauza îndoielii.                                                                                 |
| Fericire           | o bucurie însoțită de ideea de                                | un lucru din trecut care a ieșit mai bine decât am sperat. |
| Remușcare          | o tristețe însoțită de ideea                                  | un lucru din trecut care a ieșit mai rău decât am sperat. |
| Milă               | o tristețe însoțită de ideea                                  | un rău care i s-a întâmplat altuia pe care ni-l imaginăm ca fiind ca noi.                                                                                       |
| Favoare            | o dragoste față de                                            | cineva care a profitat de o altă persoană. |
| Indignare          | o ură față de                                                 | cineva care a făcut rău altcuiva. |
| Supraestimare      | din dragoste pentru                                           | a avea o părere mai bună despre cineva decât este corect. |
| Dispreț            | din ură pentru                                                | a avea o părere mai puțin bună despre cineva decât este corect.                                                                                                 |
| Invidie            | ură în măsura în care afectează un om în așa fel încât        | sunt întristați de fericirea altuia și, dimpotrivă, se bucură de ghinionul altuia.                                                                              |
| Compasiune         | iubire în măsura în care afectează un om în așa măsură încât  | sunt bucuroși de norocul altuia și întristați de ghinionul altuia.                                                                                              |
| Stima de sine      | o bucurie născută din faptul că                               | un om se consideră pe sine însuși și propria sa putere de acțiune                                                                                               |
| Umilință           | o tristețe născută din faptul că                              | un om își consideră propria lipsă de putere și slăbiciune. |
| Pocăință           | o tristețe însoțită de                                        | ideea unei fapte pe care credem că am făcut-o în urma unei decizii libere a minții.                                                                             |
| Mândrie            | din dragoste pentru sine                                      | a avea o părere mai bună despre sine decât este corect |
| Deznădejde         | din tristețe                                                  | a avea o părere mai puțin bună despre sine decât este corect |
| Dragostea de stimă | o bucurie însoțită de ideea de                                | o acțiune a noastră pe care ne imaginăm că alții o laudă. |
| Rușine             | o tristețe însoțită de ideea                                  | o acțiune a noastră pe care ne imaginăm că alții o blamează. |
| Tânjire            | o dorință / apetit / tristețe                                 | a poseda ceva care este încurajat de amintirea acelui lucru și, în același timp, restricționat de amintirea altor lucruri care exclud existența lucrului dorit. |
| Emulație           | o dorință pentru un lucru care este generată în noi pentru că | ne imaginăm că și alții au aceeași dorință. |
| Recunoștință       | o dorință / dorință de iubire prin care                       | ne străduim să-l ajutăm pe cel care ne-a ajutat și pe noi din aceeași dragoste.                                                                                 |
| Bunăvoință         | dorința de a beneficia                                        | unul pe care îl compătimim. |
| Mânie              | o dorință prin care                                           | suntem impulsionați |
| Răzbunare          | o dorință prin care, din ură reciprocă, suntem treziți        | să facem rău cuiva care, din cauza unei afecțiuni similare, ne-a rănit.                                                                                         |
| Cruzime            | o dorință prin care cineva este trezit                        | a face rău cuiva pe care îl iubim sau îl compătimim. |
| Timiditate         | dorința de a evita                                            | un rău mai mare, de care ne temem, printr-unul mai mic. |
| Îndrăzneală        | o dorință prin care                                           | cineva este îndemnat să facă ceva periculos pe care egalii săi se tem să și-l asume                                                                             |
| Lașitate           | dorința este reținută de timiditate în                        | teama de un rău de care majoritatea oamenilor nu se tem de obicei.                                                                                              |
| Consternare        | Cel care vrea să se ferească de rău,                          | reținuți de uimirea față de răul de care se tem. |
| Politețe           | dorința de a                                                  | să faci ceea ce le place altora și să nu faci ceea ce nu-ți place ție.                                                                                          |
| Ambiție            | dorința excesivă de                                           | respect |
| Îmbuibare          | dorința și iubirea excesivă de                                | a mânca. |
| Alcoolism          | dorința și iubirea excesivă de                                | a bea. |
| Lăcomie            | dorința și iubirea excesivă de                                | bogăție. |
| Dorință carnală    | dorința și dragostea pentru                                   | unirea unui corp cu altul. |

### Partea a IV-a: Despre servitutea umanității sau tăria emoțiilor
A patra parte analizează pasiunile umane, pe care Spinoza le vede ca aspecte ale minții ce ne îndreaptă spre exterior pentru a căuta ceea ce ne aduce plăcere și a evita ceea ce ne provoacă durere. „Robia” la care se referă este dominația exercitată de aceste pasiuni sau „afecte”, așa cum le numește el. Spinoza analizează modul în care afectele, necontrolate, pot chinui oamenii și pot face imposibilă conviețuirea armonioasă a omenirii.

### Partea a V-a: Despre puterea intelectului sau libertatea umanității
A cincea parte susține că rațiunea poate guverna afectele în căutarea virtuții, care pentru Spinoza înseamnă autoconservare: doar cu ajutorul rațiunii oamenii pot distinge pasiunile care ajută cu adevărat virtutea de cele care sunt în cele din urmă dăunătoare. Prin rațiune, putem vedea lucrurile așa cum sunt cu adevărat, sub specie aeternitatis, „sub aspectul eternității”, iar pentru că Spinoza consideră că Dumnezeu și natura sunt inseparabile, prin cunoașterea lucrurilor așa cum sunt, ne îmbunătățim cunoașterea lui Dumnezeu. Văzând că toate lucrurile sunt determinate de natură să fie așa cum sunt, putem obține liniștea rațională care ne promovează cel mai bine fericirea și ne putem elibera de a fi conduși de pasiunile noastre.

## Teme

### Dumnezeu sau Natura
Conform lui Spinoza, Dumnezeu este natura, iar natura este Dumnezeu (Deus sive Natura). Aceasta reprezintă viziunea sa panteistă. În lucrarea precedentă, Tratatul teologico-politic, Spinoza a discutat inconsecvențele care rezultă din atribuirea unor caracteristici umane lui Dumnezeu. În capitolul al treilea al acelei cărți, el a afirmat că termenul „Dumnezeu” înseamnă același lucru cu „Natura”. El scria: „Fie că spunem... că toate lucrurile se întâmplă conform legilor naturii, fie că sunt ordonate prin decretul și îndrumarea lui Dumnezeu, spunem același lucru.” Mai târziu, și-a nuanțat această afirmație în scrisoarea către Oldenburg, renunțând la materialism. Pentru Spinoza, natura este o substanță metafizică, nu o materie fizică. În această carte publicată postum, Etica, el l-a echivalat pe Dumnezeu cu natura scriind „Dumnezeu sau Natura” de patru ori. „Pentru Spinoza, Dumnezeu sau natura - fiind un singur și același lucru - este întregul sistem infinit, etern, existent în mod necesar, activ al universului în cadrul căruia există absolut totul. Acesta este principiul fundamental al Eticii...”
Spinoza susține că tot ceea ce există face parte din natură, iar tot ce se află în natură urmează aceleași legi fundamentale. Din această perspectivă, ființele umane sunt parte a naturii și, prin urmare, pot fi explicate și înțelese în același mod ca orice altceva din natură. Acest aspect al filozofiei lui Spinoza — naturalismul său — a fost radical pentru vremea sa, și poate chiar și pentru zilele noastre. În prefața la Partea a III-a a Eticii (referitoare la emoții), el scrie:
„Cei mai mulți scriitori care tratează emoțiile și conduita umană par a se ocupa mai degrabă de probleme din afara naturii, decât de fenomene naturale care urmează legile generale ale naturii. Ei par să conceapă omul ca fiind situat în natură ca un regat într-un alt regat: deoarece cred că el mai degrabă perturbă ordinea naturală decât o urmează, că are control absolut asupra acțiunilor sale și că este determinat doar de sine. Totuși, argumentul meu este următorul: în natură nu se întâmplă nimic ce poate fi pus pe seama unui defect al acesteia; căci natura este întotdeauna aceeași, și pretutindeni una și aceeași în eficacitatea și puterea ei de acțiune; adică legile și orânduielile naturii, prin care toate lucrurile se întâmplă și se schimbă dintr-o formă în alta, sunt aceleași peste tot și întotdeauna; astfel încât ar trebui să existe o singură metodă de a înțelege natura tuturor lucrurilor, oricare ar fi ele, și anume prin intermediul legilor și regulilor universale ale naturii.”—Etica, Partea a 3-a
Prin urmare, Spinoza afirmă că pasiunile precum ura, furia, invidia etc., considerate în sine, „decurg din aceeași necesitate și eficacitate a naturii; ele corespund unor cauze definite, prin intermediul cărora sunt înțelese și posedă anumite proprietăți la fel de demne de a fi cunoscute ca proprietățile oricărui alt lucru”. Oamenii nu sunt diferiți ca specie de restul lumii naturale; ei fac parte din ea.
Naturalismul lui Spinoza poate fi văzut ca derivând din angajamentul său ferm față de principiul rațiunii suficiente (prs), care este teza conform căreia totul are o explicație. El articulează prs într-un mod puternic, deoarece îl aplică nu numai la tot ceea ce există, ci și la tot ceea ce nu există:
„Tot ceea ce există trebuie să aibă o cauză sau un motiv, fie pentru existența sa, fie pentru inexistența sa. De exemplu, dacă un triunghi există, trebuie să existe o cauză sau un motiv pentru existența sa; dacă, din contră, nu există, trebuie să existe, de asemenea, un motiv care să-l împiedice să existe sau să-i anuleze existența.”—Etica, Partea 1, XI (cu subliniere)
Continuând cu exemplul lui Spinoza despre triunghi, iată o afirmație pe care o face el despre Dumnezeu:
„Din puterea supremă a lui Dumnezeu sau din natura infinită, a rezultat în mod necesar un număr infinit de lucruri – adică toate lucrurile – într-un număr infinit de moduri, sau curg mereu din aceeași necesitate; în același mod în care din natura unui triunghi rezultă din eternitate și pentru eternitate că cele trei unghiuri interioare ale sale sunt egale cu două unghiuri drepte.”—Etica, Partea 1, XVII
Spinoza a respins ideea unui Creator extern care a creat brusc și aparent capricios lumea într-un anumit moment, din nimic. Soluția i s-a părut mai perplexă decât problema și destul de neștiințifică, deoarece implica o ruptură în continuitate. A preferat să considere întregul sistem al realității ca fiind fundamentul său propriu. Această viziune era mai simplă, evita concepția imposibilă a creației din nimic și era mai satisfăcătoare din punct de vedere religios, prin faptul că îi apropia pe Dumnezeu și pe om. În loc de a avea, pe de o parte, Natura și, pe de altă parte, un Dumnezeu supranatural, el a postulat o singură lume a realității, care este simultan Natură și Dumnezeu, nemailăsând loc supranaturalului. Acest așa-numit naturalism al lui Spinoza este distorsionat doar dacă pornim de la o idee materialistă simplă despre natură și presupunem că Spinoza l-a degradat pe Dumnezeu. Adevărul este că el a ridicat Natura la rang de Dumnezeu prin conceperea Naturii ca plinătate a realității, ca Unul și Totul. El a respins simplitatea specioasă obținută prin negarea realității Materiei, Minții sau lui Dumnezeu. Sistemul cosmic le cuprinde pe toate. De fapt, Dumnezeu și Natura devin identice atunci când fiecare este conceput ca Existent Perfect prin sine. Aceasta constituie Panteismul lui Spinoza.

### Structura realității

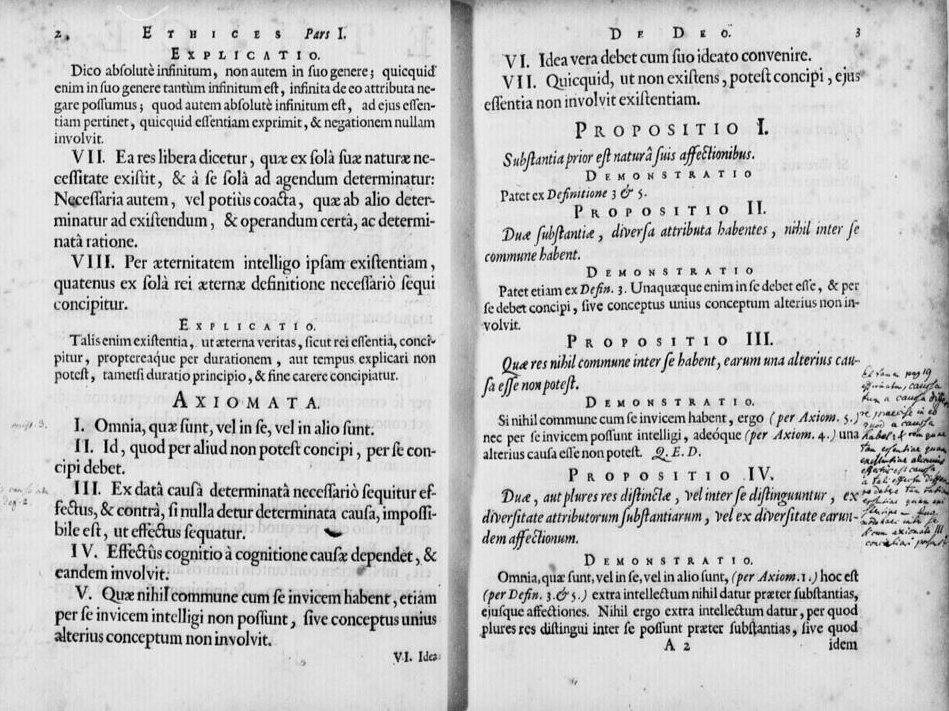
Textul original al lui Spinoza din Etica, partea 1

Conform lui Spinoza, Dumnezeu are „atribute”. Un atribut este „întinderea”, altul este „gândirea” și există infinit de multe astfel de atribute. Deoarece Spinoza susține că a exista înseamnă a acționa, unii cititori consideră că „întinderea” se referă la o activitate caracteristică corpurilor (de exemplu, procesul activ de a ocupa spațiu, de a exercita forța fizică sau de a rezista unei schimbări de poziție sau formă). Ei consideră că „gândirea” se referă la activitatea caracteristică minților, și anume gândirea, exercitarea puterii mentale. Fiecare atribut are moduri. Toate corpurile sunt moduri ale extensiei, iar toate ideile sunt moduri ale gândirii.

#### Substanță, atribute, moduri
Conceptul lui Spinoza despre natura realității este exprimat prin termeni precum substanță, atribute și moduri. Acești termeni sunt vechi și familiari, însă nu în sensul pe care li-l atribuie Spinoza. Pentru a-l înțelege pe Spinoza, este necesar să renunțăm la orice preconcepții legate de acești termeni și să-l urmăm îndeaproape pe el însuși. Spinoza considera imposibilă înțelegerea obiectelor și evenimentelor finite, dependente și trecătoare din experiența noastră fără a presupune o realitate independentă de orice altceva, o realitate auto-existentă, neprodusă de nimic altceva, eternă și nelimitată de nimic altceva - infinită. El a numit substanță o astfel de realitate fără cauză și auto-susținută. Prin urmare, de exemplu, nu putea înțelege realitatea obiectelor materiale și evenimentelor fizice fără a presupune existența unei forțe fizice infinite, eterne și auto-existente care se exprimă în toate mișcările și schimbările care au loc, după cum spunem noi, în spațiu.
Această forță fizică a numit-o extensie și a descris-o inițial ca o substanță, în sensul tocmai explicat. Similar, nu putea înțelege experiențele mentale diverse, dependente și trecătoare cu care suntem familiarizați fără a presupune existența unei conștiințe auto-existente, infinite și eterne, o forță mentală sau energie a minții, care se exprimă în toate aceste experiențe finite de percepere și înțelegere, de simțire și dorință. Această conștiință sau energie a minții a numit-o gândire și a descris-o și pe ea, inițial, ca o substanță. Pe fiecare dintre aceste „substanțe” le-a considerat infinite în felul lor (adică epuizând toate evenimentele de același tip) și ireductibile una la cealaltă sau la oricare altă substanță. Însă, având în vedere modul intim în care Extensia și Gândirea se exprimă împreună în viața omului, Spinoza a considerat necesar să conceapă Extensia și Gândirea nu ca realități detașate, ci ca elemente constitutive ale unui întreg organic sau sistem. Pentru a exprima această idee, el a descris apoi Extensia și Gândirea ca atribute, rezervând termenul Substanță pentru sistemul pe care îl constituie împreună. Această schimbare de descriere nu a avut intenția de a nega faptul că Extensia și Gândirea sunt substanțe în sensul de a fi auto-existente etc. A avut doar intenția de a exprima coerența lor într-un singur sistem. Sistemul, desigur, ar fi mai mult decât orice atribut individual. Fiecare atribut este infinit doar în felul său; sistemul tuturor atributelor este absolut infinit, adică epuizează întreaga realitate. Prin urmare, Spinoza a restricționat acum termenul de „substanță” la sistemul complet, deși a continuat ocazional să folosească sintagma „substanță sau atribut” sau a descris Extensia ca o substanță.
Așa cum este folosit în mod obișnuit, mai ales din vremea lui Locke, termenul substanță este pus în contrast cu atributele sau calitățile sale ca substrat sau purtător al acestora. Dar acest sens nu trebuie atribuit lui Spinoza. Pentru Spinoza, Substanța nu este suportul sau purtătorul Atributelor, ci sistemul Atributelor — el folosește efectiv expresia „Substanță sau Atributele”. Dacă există vreo diferență între „Substanță” și „Atribute”, așa cum folosește Spinoza acești termeni, este doar diferența între Atribute concepute ca un sistem organic și Atribute concepute (dar nu de Spinoza) ca o simplă sumă de forțe separate. Mai este necesar ceva pentru a completa descrierea concepției lui Spinoza despre Substanță. Până acum au fost considerate doar cele două Atribute, și anume Extensia și Gândirea. Cu toate acestea, Spinoza a realizat că pot exista alte Atribute, necunoscute omului. Dacă este așa, ele fac parte din unica Substanță sau sistem cosmic. Iar folosind termenul „infinit” în sensul de „complet” sau „exhaustiv”, el a atribuit Substanței o infinitate de Atribute, adică toate Atributele care există, indiferent dacă sunt cunoscute omului sau nu.
Acum, pentru Spinoza, realitatea este activitate. Substanța este activă în mod neîncetat, fiecare Atribut își exercită propriul tip de energie în toate modurile posibile. Astfel, diversele obiecte și evenimente ale lumii materiale apar ca moduri (modificări sau stări) ale Atributului Extensie; iar mințile și experiențele mentale diverse apar ca moduri ale Atributului Gândire (sau Conștiință). Aceste moduri nu sunt creații externe ale Atributelor, ci rezultate imanente — nu sunt „aruncate” de Atribute, ci sunt stări (sau modificări) ale acestora, la fel cum undele radio sunt stări ale aerului. Cu toate acestea, fiecare Atribut se exprimă în modurile sale finite nu direct (sau imediat), ci mediat (sau indirect), cel puțin în sensul care va fi explicat acum. Fizica Galileană tindea să considere întreaga lume a fenomenelor fizice ca rezultat al diferențelor de mișcare sau impuls. Și, deși conceput eronat, conceptul cartezian al unei cantități constante de mișcare în lume l-a determinat pe Spinoza să conceapă toate fenomenele fizice ca fiind tot atâtea expresii variate ale acelui stoc de mișcare (sau mișcare și repaus).
Spinoza ar fi putut, desigur, să identifice Extensia cu energia mișcării. Dar, cu prudența sa obișnuită, pare să fi suspectat că mișcarea ar putea fi doar unul dintre numeroasele tipuri de energie fizică. Așa că a descris mișcarea pur și simplu ca un mod al Extensiei, dar ca un mod infinit (deoarece complet sau exhaustiv al tuturor modurilor finite de mișcare) și ca mod imediat (ca expresie directă a Extensiei). Din nou, lumea fizică (sau „fața lumii în ansamblu”, așa cum o numește Spinoza) își păstrează o anumită uniformitate în ciuda nenumăratelor schimbări de detaliu care au loc. Prin urmare, Spinoza a descris și lumea fizică în ansamblu ca un mod infinit al extensiei („infinit” deoarece exhaustiv pentru toate faptele și evenimentele care pot fi reduse la mișcare), dar ca un mod mediat (sau indirect), deoarece o considera rezultatul conservării mișcării (ea însăși un mod, deși un mod imediat). Lucrurile și evenimentele fizice din experiența obișnuită sunt moduri finite. În esență, fiecare dintre ele face parte din Atributul Extensie, care este activ în fiecare dintre ele. Dar finitudinea fiecăruia dintre ele se datorează faptului că este restrânsă sau îngrădită, ca să spunem așa, de alte moduri finite. Această limitare sau determinare este negare în sensul că fiecare mod finit nu este întregul Atribut Extensie; nu sunt celelalte moduri finite. Dar fiecare mod este real pozitiv și ultim ca parte a Atributului.
În același mod, Atributul Gândire își exercită activitatea în diverse procese mentale și în sisteme de procese mentale numite minți sau suflete. Dar în acest caz, la fel ca și în cazul Extensiei, Spinoza concepe modurile finite ale Gândirii ca fiind mediate de moduri infinite. Modul infinit imediat al Gândirii îl descrie drept „ideea lui Dumnezeu”; modul infinit mediat îl numește „ideea infinită” sau „ideea tuturor lucrurilor”. Celelalte Atribute (dacă există) trebuie concepute într-un mod analog. Iar Universul întreg sau Substanța este conceput ca un sistem dinamic unic, în care diferitele Atribute sunt liniile lumii de-a lungul cărora se exprimă în toată varietatea infinită de evenimente.
Având în vedere interpretările greșite persistente ale spinozismului, merită subliniat caracterul dinamic al realității, așa cum a conceput-o Spinoza. Sistemul cosmic este cu siguranță un sistem logic sau rațional, conform lui Spinoza, deoarece Gândirea este o parte constitutivă a acestuia; dar nu este doar un sistem logic - este atât dinamic, cât și logic. Utilizarea frecventă a ilustrațiilor geometrice de către el nu oferă nicio dovadă în sprijinul unei interpretări pur logico-matematice a filozofiei sale; deoarece Spinoza considera figurile geometrice, nu într-un mod platonic sau static, ci ca pe niște lucruri trasate de particule sau linii în mișcare etc., adică dinamic.

### Filosofie morală
„Fără inteligență nu există viață rațională, iar lucrurile sunt bune doar în măsura în care îl ajută pe om să se bucure de viața intelectuală, definită de inteligență. Dimpotrivă, orice lucru care împiedică perfecționarea rațiunii omului și capacitatea sa de a se bucura de viața rațională este considerat rău.”—Etica, Partea a IV-a, Anexa V

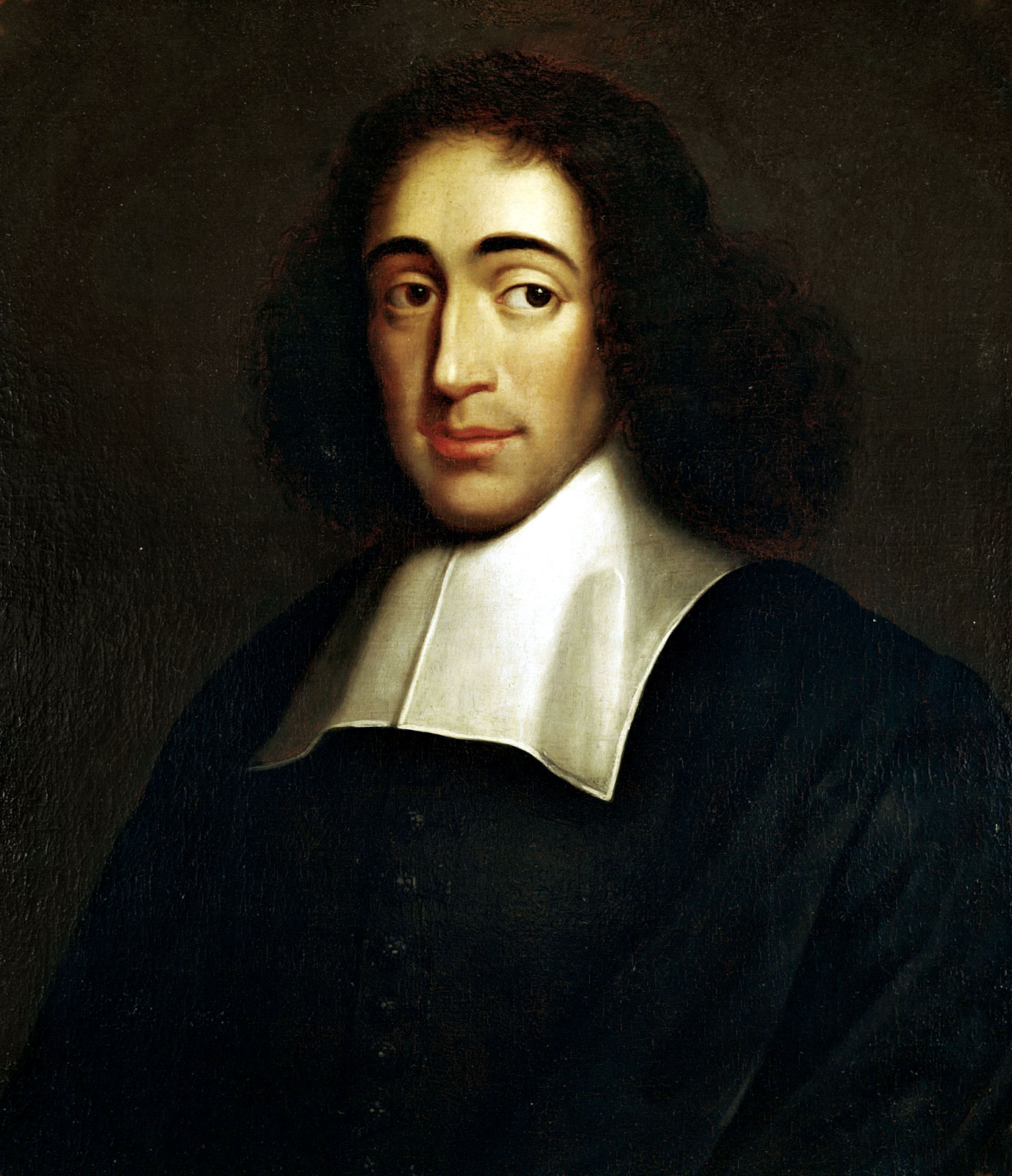
Portretul lui Baruch Spinoza, 1665.

Pentru Spinoza, realitatea înseamnă activitate, iar realitatea oricărui lucru se exprimă printr-o tendință de auto-conservare - a exista înseamnă a persista. În cele mai simple tipuri de lucruri, în așa-zisa materie lipsită de viață, această tendință se manifestă ca o „voință de a trăi”. Privită din punct de vedere fiziologic, tendința este numită apetit; când o conștientizăm, se numește dorință. Categoriile morale, binele și răul, sunt intim legate de dorință, deși nu în modul presupus de obicei. Omul nu dorește un lucru pentru că îl consideră bun sau nu fuge de el pentru că îl consideră rău; mai degrabă, consideră orice lucru bun dacă îl dorește și îl consideră rău dacă are o aversiune pentru el. Acum, orice este perceput ca intensificând activitatea vitală aduce plăcere; orice este perceput ca diminuând o astfel de activitate provoacă durere. Plăcerea cuplată cu o conștiință a cauzei sale externe se numește dragoste, iar durerea cuplată cu o conștiință a cauzei sale externe se numește ură — „dragoste” și „ură” fiind folosite în sensul larg de „plăcere” și „neplăcere”. Toate sentimentele umane derivă din plăcere, durere și dorință. Marea lor varietate se datorează diferențelor dintre tipurile de obiecte externe care le dau naștere și diferențelor din condițiile interne ale individului care le experimentează.
Spinoza oferă o analiză detaliată a întregii game de sentimente umane, iar interpretarea sa este considerată o operă clasică a psihologiei. Pentru scopul de față, cea mai importantă distincție este cea dintre sentimentele „active” și cele „pasive” (sau „pasiuni”). Omul, conform lui Spinoza, este activ sau liber în măsura în care orice experiență este rezultatul exclusiv al propriei sale naturi; este pasiv sau sclav în măsura în care orice experiență se datorează unor cauze externe pe lângă propria sa natură. Sentimentele active sunt toate forme de auto-realizare, de activitate crescută, de forță a minții și, prin urmare, sunt întotdeauna plăcute. Pasiunile sunt responsabile pentru toate relele vieții, deoarece sunt induse în mare parte de lucrurile din afara noastră și provoacă frecvent acea vitalitate scăzută care înseamnă durere. Spinoza își corelează apoi etica cu teoria cunoașterii și corelează progresul moral al omului cu progresul său intelectual. În stadiul cel mai de jos al cunoașterii, cel al „opiniei”, omul se află sub influența dominantă a lucrurilor din afara lui și astfel este în robia pasiunilor. În etapa următoare, etapa „rațiunii”, trăsătura caracteristică a minții umane, inteligența sa, se afirmă și îl ajută să se emancipeze de sub robia simțurilor și a atracțiilor externe. Înțelepciunea dobândită asupra naturii pasiunilor îl ajută pe om să se elibereze de dominația lor. O mai bună înțelegere a propriului său loc în sistemul cosmic și a locului tuturor obiectelor care îi plac și îi displac, precum și intuiția sa despre necesitatea care guvernează toate lucrurile, tind să îl vindece de resentimente, regrete și dezamăgiri. El se împacă cu lucrurile și își câștigă liniștea sufletească. În acest fel, rațiunea ne învață să acceptăm ordinea universală și ridică mintea deasupra tumultului pasiunii. În cel mai înalt stadiu al cunoașterii, cel al „cunoașterii intuitive”, mintea percepe toate lucrurile ca expresii ale cosmosului etern. Vede toate lucrurile în Dumnezeu și pe Dumnezeu în toate lucrurile. Se simte ca parte a ordinii eterne, identificându-și gândurile cu gândirea cosmică și interesele sale cu interesele cosmice. Prin urmare, devine eternă ca una dintre ideile eterne în care se exprimă Atributul Gândirii și atinge acea „beatitudine” care „nu este recompensa virtuții, ci virtutea însăși”, adică bucuria perfectă care caracterizează activitatea perfectă de sine. Aceasta nu este o realizare ușoară sau obișnuită. „Dar”, spune Spinoza, „tot ce este excelent este la fel de dificil pe cât de rar”.

## Recepție
La scurt timp după moartea sa în 1677, lucrările lui Spinoza au fost incluse în Indexul Cărților Interzise al Bisericii Catolice. Condamnările au apărut rapid, cum ar fi cartea lui Aubert de Versé, L'impie convaincu (Necredinciosul demascat) din 1685. Potrivit subtitlului, lucrarea „rebută fundamentele ateismului [lui Spinoza]”. În iunie 1678 — la doar un an după moartea lui Spinoza — Statul Olandei a interzis toate lucrările sale, deoarece acestea „conțin foarte multe propoziții profane, blasfematoare și atee”. Interdicția includea deținerea, citirea, distribuirea, copierea și reformularea cărților lui Spinoza, și chiar prelucrarea ideilor sale fundamentale.
Pentru următorii o sută de ani, dacă filosofii europeni au citit acest presupus eretic, au făcut-o aproape în totalitate în secret. Cât de mult spinozism interzis își strecurau în „dieta” lor filosofică rămâne un subiect de intrigă continuă. Locke, Hume, Leibniz și Kant sunt acuzați de către savanți ulteriori că s-au dedat la perioade de spinozism ascuns. La sfârșitul secolului al XVIII-lea, o controversă centrată pe Etica a scandalizat scena filosofică germană.
Prima traducere cunoscută a Eticii în limba engleză a fost finalizată în 1856 de romanciera George Eliot, deși nu a fost publicată decât mult mai târziu. Cartea a apărut apoi în engleză în 1883, tradusă de romancierul Hale White. Spinoza a devenit clar vizibil pentru metafizicienii anglofoni la sfârșitul secolului al XIX-lea, în timpul fascinației britanice pentru Hegel. Admirației pentru Spinoza i s-au alăturat în această perioadă compatrioții săi Hegel, Schelling, Goethe, Schopenhauer și Nietzsche. În secolul XX, fantoma lui Spinoza a continuat să apară, de exemplu, în scrierile lui Russell, Wittgenstein, Davidson și Deleuze. Printre scriitorii de ficțiune și poezie, gânditorii influenți inspirați de Spinoza îi includ pe Coleridge, George Eliot, Melville, Borges și Malamud.
Primele traduceri publicate în olandeză au fost realizate de poetul Herman Gorter (1895) și de Willem Meyer (1896).

## Critică

### Numărul de atribute
Contemporanul lui Spinoza, Simon de Vries, a ridicat obiecția că Spinoza nu reușește să demonstreze că substanțele pot poseda atribute multiple, argumentând că, dacă substanțele ar avea doar un singur atribut, „unde există două atribute diferite, există și substanțe diferite”. Aceasta reprezintă o slăbiciune serioasă în logica lui Spinoza, care nu a fost încă rezolvată în mod concludent. Unii au încercat să soluționeze conflictul, cum ar fi Linda Trompetter, care susține că „atributele sunt proprietăți esențiale individuale, care împreună constituie esența unică a unei substanțe”. Totuși, această interpretare nu este universal acceptată, iar Spinoza nu a clarificat problema în răspunsul său către de Vries. Pe de altă parte, Stanley Martens afirmă că „un atribut al unei substanțe este substanța respectivă; este substanța respectivă în măsura în care are o anumită natură” într-o analiză a conceptelor lui Spinoza despre atribute.

### Utilizarea abuzivă a cuvintelor
Schopenhauer îl critica pe Spinoza pentru utilizarea incorectă a cuvintelor. Astfel, „Spinoza numește Dumnezeu ceea ce peste tot este numit lumea; dreptate ceea ce peste tot este numită putere; și voință ceea ce peste tot este numit judecată.” De asemenea, „acel concept de substanță... cu a cărui definiție începe Spinoza... se dovedește la o investigație atentă și sinceră a fi o abstractizare superioară, dar nejustificată, a conceptului de materie.”

## Traduceri în engleză
- 1856 de George Eliot, nepublicat până în 1981 (Institut für Anglistik und Amerikanistik, Universitatea din Salzburg, Austria); editat de Thomas Deegan. Noua ediție cu o introducere și note de Clare Carlisle (Princeton University Press, 2020).
- 1870 de Robert Willis, în Benedict de Spinoza: His Life, Correspondence, and Ethics (Trübner & Co., Londra).
- 1884 de RHL Elwes, în al doilea volum din The Chief Works of Spinoza (George Bell & Sons, Londra). Multe retipăriri și ediții până astăzi.
- 1910 de Andrew Boyle, cu o introducere de George Santayana (Dens & Sons, Londra); de atunci câteva retipăriri. Revizuită de GHR Parkinson și editată recent ca parte a Oxford Philosophical Texts (Londra, 1989).
- 1982 de Samuel Shirley (Hacket Publications), cu scrisorile alese ale lui Spinoza. Adăugat la traducerea sa a Complete Works, cu introducere și note de Michael L. Morgan (de asemenea, Hacket Publications, 2002).
- 1985 de Edwin Curley, în primul volum din The Collected Works of Spinoza (Princeton University Press). Reeditat separat de Penguin Classics (2005) și cu o selecție a Scrisorilor și a altor texte în A Spinoza Reader (Princeton University Press, 1994).
- 2018 de Michael Silverthorne și Matthew J. Kisner în seria Cambridge Texts in History of Philosophy.